# 함양 허삼둘 고택
함양 허삼둘 가옥(咸陽 許三乧 家屋)은 대한민국 경상남도 함양군 안의면 금천리에 있는, 일제강점기의 가옥이다. 1984년 12월 24일 국가민속문화재 제207호로 지정되었다.

## 개요
쇠부리 마을 가운데에 자리잡은 기와집으로 1918년에 지었다. 동향한 넓은 터에 북향 대문을 들어서면 정면에 'T'자형의 사랑채가 있고, 오른쪽으로는 바깥행랑채가 있다. 사랑채 안쪽에는 'ㄱ'자형의 안채와 '一'자형의 안행랑채, 그리고 곳간이 있어 전체적으로 튼 'ㅁ'자형을 이루고 있다.
이 집은 안채, 특히 부엌이 주택전체의 중심을 잡고 있는 집이다. 안채는 'ㄱ'자형의 꺾인 부분을 한번 접은 모양이고 꺾인 좌우가 거의 대등한 규모이다. 그 중앙에 부엌이 있는데, 부엌은 거의 정사각형으로 내부에는 기둥이 두 개만 서 있어 넓게 보인다. 부엌으로 출입하는 통로는 앞에 퇴를 두고 높게 한 구조로 특이하다. 부엌을 중심으로 크고 작은 방들과 대청이 겹집의 형태로 배치되어 있다. 사랑채는 난간을 둘러서 누집처럼 꾸몄다.
안채의 평면구성이 한국에서는 거의 유일한 예라고 할만큼 특이한 집으로, 일제시대 전통가옥의 변화를 밝힐 수 있는 좋은 예이다.

## 구성
이 가옥은 당시 진양갑부 허씨 문중의 허삼둘이 토호 윤대홍에게 시집와 지은 집으로 특히 안채의 구성에서는 특출함을 보인다. 당시의 시대상에서 과감히 탈피하여 여성중심의 공간배치와 부엌으로 출입하는 통로가 전퇴를 열고 토상화(토상화)한 것이 특이하며 학술적인 자료로도 중요하다. 안채는 ‘ㄱ’자형이다. 보통의 ‘ㄱ’자형이 아니라 꺾인 부분을 귀접이한 형식으로 하였고 구성은 남측엔 정면 3칸, 동측은 정면 4칸으로 되어 있다.부엌에 들어서면 거의 오방형의 넓이인데 꺾인 부분이 모가 죽어 일그러져 있고, 중간에 기둥 둘 만이 서 있어 넓어 보인다. 사랑채는 평면이 ‘ㄱ’자형인데 정면 7칸으로 구성되었으며, 동향하였는데 그 남단 칸은 방이다.전퇴가 있는데 누각을 세우듯 높이 설치하였고 난간을 만들었다. 그 외에 바깥 행랑채, 안행랑채, 대문간채, 곡간채가 더 있어 일곽을 이루고 있다.

## 참고 자료
- 함양 허삼둘 고택 - 국가유산청 국가유산포털